# Ordre national des infirmiers
L'Ordre national des infirmiers est un ordre professionnel français. L'ordre national des infirmiers groupant obligatoirement tous les infirmiers habilités à exercer leur profession en France, à l'exception de ceux régis par le statut général des militaires, veille à maintenir les principes éthiques et à développer la compétence, indispensables à l'exercice de la profession. Il contribue à promouvoir la santé publique et la qualité des soins. Il représente et promeut la profession d'infirmier dans son ensemble, quels que soient son mode d'exercice (privé, public, libéral), son type d'exercice (scolaire, en entreprise, sapeur-pompier, puéricultrice, anesthésiste, bloc opératoire, etc.) et son lieu d'exercice. Il est chargé par le législateur d'être la voix de la profession sur des sujets comme la réforme de la santé au travail, la réforme de la santé mentale, les réformes des études, les pratiques avancées, pour exemples. Il a également des missions de santé publique qui lui ont été confiées par la loi. Il maintient l'éthique et la déontologie de la profession d'infirmier en France et établit le code de déontologie de la profession.
L'Ordre des infirmiers a été créé en France à la suite de l'adoption d'une loi le 14 décembre 2006, qui sera promulguée sous le numéro no 2006-1668 le 21 décembre 2006.

## Organisation et élection des instances
La création et l'organisation de l'Ordre national des infirmiers sont prévues par la loi du 21 décembre 2006. À cette époque la profession compte 483 380 infirmiers exerçant en France. Ils se répartissent dans de très nombreux secteurs d'activité et plusieurs spécialités. La profession est à 87,2 % féminine. La majorité des infirmiers exercent dans un établissement de santé public (55 %).
L'organisation de l'Ordre comprend trois niveaux : départemental ou interdépartemental, régional ou interrégional et national. Les conseillers ordinaux sont élus au suffrage direct pour l'échelon départemental et indirect pour les échelons régionaux et nationaux. Les conseillers départementaux et interdépartementaux élisent les conseillers régionaux, qui élisent eux-mêmes les conseillers nationaux. À chaque échelon, le conseil est composé de trois collèges d'infirmiers (salariés du secteur public, exerçant en libéral et salariés du secteur privé).
En 2008, les élections des instances ont eu lieu le 24 avril pour les Conseils départementaux, avec 13 % de participation. D'après plusieurs observateurs, le mode d'élection (vote électronique organisé par le Ministère chargé de la santé) et la faible qualité du fichier des infirmiers (ADELI) en ont été les causes. Le 24 juillet ont eu lieu les élections des Conseils régionaux et le 25 novembre du Conseil national. 
La première présidente du Conseil national élue début 2009 a été Dominique Le Bœuf, infirmière exerçant dans les Yvelines. Après sa démission le 8 juillet 2011 l'intérim est assuré par le vice-président délégué, David Vasseur, infirmier de bloc opératoire et formateur dans le Nord. Ce dernier démissionne à son tour le 28 juillet 2011 et l'intérim est alors assuré par le deuxième vice-président, Didier Borniche, infirmier en service de dialyse au CHU de Rouen. Il est élu président le 13 septembre 2011 par le Conseil national (CNOI).
Les élections de l'année 2017 ont été marquées par des évolutions législatives introduites par les ordonnances du 16 février et du 27 avril 2017. Après l'élection du Conseil national de l'ordre des infirmiers le 17 novembre 2017, un nouveau président et un nouveau bureau ont été élus le 11 décembre 2017. Le nouveau Président est Patrick Chamboredon, infirmier en hémodialyse à Marseille. Il est réélu président pour un deuxième mandat, le 08 avril 2021.
Lors des dernières élections nationales en avril 2024, il perd sa place de titulaire pour une place de suppléant au sein du conseil national .
Sylvaine Mazière Tauran, Directrice des Soins en retraite, lui succède le 18 avril 2024.

## Missions
Les missions dévolues à l'Ordre sont prévues par la loi du 21 décembre 2006. Elles sont notamment les suivantes  :
- veiller au maintien des principes d'éthique, de moralité, de probité et de compétences indispensables à l'exercice de la profession ; en inscrivant ses membres à son tableau, l'Ordre s'assure de la moralité, de l'indépendance et de la compétence de chacun, dans l'intérêt de la profession et des patients ;
- élaborer un code de déontologie, tenir le tableau des infirmiers et assurer le suivi de la démographie de la profession ;
- diffuser les règles de bonnes pratiques en soins infirmiers et être consulté sur les textes législatifs et réglementaires concernant la profession ;
- défendre la profession ou les professionnels et assurer une conciliation en cas de litiges.

### Conseils départementaux ou interdépartementaux
Prévus à l'article L.4312-3 du code de la santé publique, les Conseils départementaux ou interdépartementaux, au nombre de 56, ont notamment pour mission principale l'inscription des professionnels au tableau de l'ordre et la conciliation en cas de litige entre un patient et un professionnel ou entre professionnels. Disposant de la personnalité civile, les Conseils départementaux ou interdépartementaux remplissent toutes les missions de l'Ordre au niveau départemental.

### Conseils régionaux et inter-régionaux
Prévus à l'article L.4312-5 du code de la santé publique, les Conseils régionaux ou inter-régionaux (Antilles-Guyane et PACA-Corse), au nombre de 23, comprennent en leur sein une chambre disciplinaire de première instance présidée par un magistrat de tribunal administratif ou de cour administrative d'appel. La chambre statue sur les plaintes relatives aux manquements au respect du code de déontologie par les infirmiers inscrits au tableau de l'Ordre. Les conseils régionaux peuvent également prononcer des suspensions d'exercice pour état pathologique, infirmité ou insuffisance professionnelle. Dans un contexte général de régionalisation de l'administration de la santé, les conseils régionaux assurent la représentation des infirmiers auprès des instances régionales notamment des agences régionales de santé.

### Conseil national
Prévu à l'article L.4312-7 du code de la santé publique, le Conseil national remplit sur le plan national les missions définies par la loi. Il coordonne l'action des Conseils régionaux et départementaux. Il vote le budget de fonctionnement et fixe à cet égard le montant de la cotisation versée à l'ordre par toute personne inscrite au tableau. Le Conseil est chargé de l'observation de la démographie infirmière au niveau national et est l'interlocuteur des autorités nationales et internationales de santé.
Le Conseil national a pour mission de préparer le Code de déontologie qui fixe les droits et les devoirs de la profession d'infirmier. La Chambre nationale disciplinaire, présidée par un Conseiller d'État, statue en appel des décisions rendues par les chambres de première instance sur les questions déontologiques.

## Historique de la création
En genèse à la création d'un Ordre professionnel infirmier, des syndicats d'infirmiers principalement libéraux, plusieurs associations d'infirmiers et le législateur ont souhaité que l'ensemble de la profession soit fédérée dans une structure unique afin de la valoriser et de la promouvoir, quels que soient le lieu et le mode d'exercice : hôpitaux publics ou privés, libéral, établissements scolaires, entreprises, services départementaux d'incendie et de secours, établissements médico-sociaux, services de Protection maternelle et infantile, etc. L'Ordre doit aussi rassembler toutes les infirmières, de spécialité reconnue ou non (puériculture, anesthésie, bloc opératoire, santé publique, psychiatrie, santé au travail, santé scolaire). 
Dès 2005, des organisations infirmières s'étaient regroupées en un collectif destiné à faire aboutir ce projet. Ce comité se chargea de l'organisation d'états généraux infirmiers dans toutes les régions de France en 2005 suivie d'une campagne auprès des parlementaires en 2006.
Le collectif était composé de quatre syndicats d'infirmiers libéraux (FNI, ONSIL, SNIIL, Convergence Infirmières) et de trente-neuf autres structures représentant des infirmières salariées (du secteur public ou privé), comme le SNPI (Syndicat National des Professionnels Infirmiers), l'ANFIIDE (Association Nationale Française des Infirmières et Infirmiers Diplômés et Étudiants, section française du Conseil international des infirmières), ou le CEFIEC (Comité d'Entente des Instituts de Formation). 
Parallèlement, un groupement de professionnels, organisé en collectif puis au sein d'une association (l'APOIIF), composé entre autres de la CNI (Coordination nationale infirmière), a participé à la rédaction d'une plaquette et à la concertation entre tous les collectifs et les opposants lors de l'élaboration du texte de loi pour la création de l'Ordre infirmier. La CNI s’est engagée auprès de l’APOIIF, dès sa création, à soutenir l’Ordre infirmier militant pour que l'Ordre français soit, par souci d’économie et à l'instar de certains autres ordres professionnels infirmiers européens, organisé en seulement deux niveaux territoriaux : régionaux et national. 
Le 13 juin 2006 est déposée la proposition de loi des députés UMP Maryvonne Briot et Richard Mallié créant un Ordre national des infirmiers qui sera adoptée par l'Assemblée Nationale en deuxième et dernière lecture le 14 décembre 2006 ( J.O. no 299 du 27 décembre 2006 page 19689). Trois propositions de loi similaires de l'UDF avaient été au préalable rejetées en 1998, 2003 et en janvier 2006.

## Difficultés des débuts de l'Ordre des infirmiers
La création de l'Ordre national des infirmiers a très tôt fait face à un mouvement d'opposition notamment soutenu par des syndicats poly-catégoriels. La CFE-CGC est la seule confédération syndicale qui se soit montrée favorable à cette structuration. La Coordination Nationale Infirmière y est également favorable.
Les opposants à la création de l'ordre infirmier en contestent les fondements même. Il s'agit principalement de centrales syndicales comme la CGT, FO, SUD Santé-Sociaux, la CFTC et la CFDT. Cette opposition concerne généralement tous les ordres paramédicaux bien qu'elle soit plus vive à l'encontre de celui des infirmiers. Les arguments des opposants à des ordres paramédicaux ont été rassemblés dans le rapport du député Philippe Nauche de juin 2000.
Le montant jugé trop élevé de la cotisation obligatoire annuelle a constitué un point de cristallisation de cette opposition. Le premier appel à cotisation a eu lieu en septembre 2009. Plusieurs syndicats (CGT-CFDT-FO-CFTC-UNSA-SUD santé) appellent les professionnels au boycott du paiement de cette cotisation.
Le 23 mars 2010, la présidente de l'ordre est auditionnée devant la Commission des Affaires Sociales de l'Assemblée Nationale. Lors de cette audition sont évoquées les difficultés rencontrées par l'Ordre pour recouvrer ses cotisations malgré les rappels à la loi. Seuls 50 000 infirmiers sont inscrits au tableau de l'Ordre au 23 mars 2010.
L'opposition des syndicats représentant les salariés des hôpitaux publics prend une ampleur telle que le 19 mai 2010, interpellée par le député Yves Bur, Roselyne Bachelot, ministre de la santé, a apporté son soutien explicite à une proposition de loi déposée par le même Yves Bur et visant à réserver aux seules infirmières libérales l'obligation d'adhérer à l'ordre. Malgré ce soutien, cette proposition de loi qui sera suivie par d'autres, restera lettre morte. En effet, tous les ordres (17 en France) compte tenu de leurs missions, rassemblent la profession qu'ils représentent sans distinction de mode d'exercice.

### L'Ordre des infirmiers connait de graves difficultés financières
L'insuffisante montée en charge des inscriptions au tableau et donc des cotisations, seule source de recettes pour l'Ordre, le précipitèrent dans une crise financière grave du fait de charges accumulées sans proportion avec les recettes. 
La présidente de l’Ordre national des infirmiers a été auditionnée le mardi 23 mars 2010 devant la commission des affaires sociales de l’Assemblée Nationale.
Afin de rechercher une solution à ce défaut d'adhésion, au mois de juillet 2010, une mission parlementaire conduite par le président de la commission des affaires sociales, Pierre Méhaignerie, et composée des députés Richard Mallié et Bérengère Poletti tenta une médiation afin que le montant de la cotisation ordinale soit baissée de manière significative. En vain, le Conseil national maintint la cotisation à 75 Euros. 
Par la suite les positions ministérielles à l'égard de l'Ordre se sont considérablement durcies. Ainsi lors de la séance des questions orales du 15 février 2011 au Sénat, Nora Berra, secrétaire d’État chargée de la santé, a indiqué avoir constaté que l'ordre n’avait pas réussi à convaincre de son utilité, puisque selon la ministre, seulement 10 % des infirmiers français sont inscrits à ce jour. La  situation financière de l'ordre infirmier a été jugée « très délicate ». La ministre a affirmé que des propositions de sortie de crise étaient attendues. L'une des propositions a été de réduire la cotisation à 30 € au lieu des 75 € demandés pour les salariés tout en la conservant à 75 € pour les libéraux. La présidente de l'Ordre s'y était refusée pendant longtemps suivant ainsi la position des syndicats d'infirmiers libéraux qui s'opposaient à une cotisation différenciée selon le mode d'exercice. Sous la pression, le Conseil national de l'ordre des infirmiers décide, le 29 mars 2011, contre l'avis de sa présidente, de baisser le montant de la cotisation ordinale des salariés à 30 Euros.
Cette décision n'empêche pas qu'un plan de restructuration soit adopté le 31 mai 2011 par le conseil national afin de réduire considérablement les charges. Mais ces mesures s'avèrent trop tardives et les partenaires financiers de l'Ordre national des infirmiers décident d'abaisser la ligne de crédits consentie à l'Ordre, plaçant celui-ci en situation d'impossibilité de faire face à ses charges. Acculée, Dominique Le Bœuf démissionne de la présidence le 8 juillet. Le 11 juillet, l'Ordre publie un communiqué "L’Ordre des infirmiers risque de ne plus pouvoir remplir ses missions de services publics". Le 29 juillet 2011, les rumeurs de dépôt de bilan sont relayées par la presse .

### L’Ordre des infirmiers met en œuvre un plan de restructuration
Le 29 juillet 2011, l'Ordre National des infirmiers envisage de se déclarer en cessation de paiement auprès du Tribunal de grande instance de Paris, ce qui entraînerait de facto sa disparition.
Mais le Ministre de la santé, Xavier Bertrand, consent à apporter son soutien auprès des partenaires financiers au projet de restructuration établi par l'Ordre. Le nouveau président par intérim, Didier Borniche, obtient un nouveau report de l'exigibilité de la créance de l'Ordre à fin août le temps de bâtir le plan de restructuration. Les négociations avec les partenaires financiers durent plusieurs semaines et débouchent sur la signature, le 26 octobre 2011, d'un accord amiable homologué le 12 décembre par le Tribunal de grande instance de Paris dans le cadre d'une procédure de conciliation. Cet accord va permettre à l'Ordre de se restructurer conformément aux engagements qu'il a pris en ce sens et de mener à bien ses missions de service public. Les locaux départementaux sont fermés et seul un bureau par région est conservé. Environ 2/3 du personnel est licencié dans le cadre d'un plan de sauvegarde de l'emploi.
Depuis, l'Ordre a rétabli l'équilibre de ses comptes en générant à chaque exercice un résultat positif lui permettant de rembourser progressivement sa dette.

### Amendement de suppression de l'Ordre adopté puis rejeté
Dans la nuit du jeudi 9 au vendredi 10 avril 2015, contre les avis du gouvernement et de la commission des affaires sociales, les députés votent un amendement supprimant l'Ordre. Cette décision fait l'objet d'un vent de contestation de la part de quelques organisations infirmières. Le Sénat rétablit l'Ordre en commission des affaires sociales le 22 juillet 2015 puis en séance publique. Le 10 novembre 2015, la commission des affaires sociales de l'Assemblée nationale décide de ne pas adopter un nouvel amendement visant la suppression. Lors de la séance publique, trois amendements sont à nouveau débattus qui visent le premier à supprimer l'Ordre, le deuxième à le supprimer au 1er janvier 2017, le troisième à rendre son adhésion facultative. Mais au terme d'un débat au cours duquel la commission des affaires sociales et le Gouvernement apportent leur soutien à l'Ordre aucun de ces amendements n'est adopté. Cela signifie que l'Ordre national des infirmiers est définitivement maintenu dans le cadre de ce projet de loi, l'article supprimé ayant été voté conforme dans l'une et l'autre des deux assemblées.

## Publication du code de déontologie des infirmiers
L'article L. 4312-1 du Code de la santé publique prévoit en son 3ème alinéa que "Le conseil national de l'ordre prépare un code de déontologie, édicté sous forme d'un décret en Conseil d’État. Ce code énonce notamment les devoirs des infirmiers dans leurs rapports avec les patients, les autres membres de la profession et les autres professionnels de santé."
Dès sa mise en place, l'Ordre a par conséquent débuté l'élaboration du projet de code de déontologie des infirmiers en mettant en place une commission interne composée d'infirmiers représentant les différents modes d'exercice. Cette commission était assisté d'un professeur de droit de l'Université de Saint-Étienne, spécialisé dans les questions déontologiques.
Le projet de code établi a été soumis à une concertation interne auprès des 1500 conseillers ordinaux des départements et des régions élus en 2008. Puis le Conseil national a adopté le projet de code de déontologie le mardi 9 février 2010. Ce projet a ensuite été transmis à la Ministre chargée de la santé. Toutefois, alors que conformément à l'article L. 4312-1 du code de la santé publique cité ci-dessus, le Gouvernement est tenu d'édicter le code sous la forme d'un décret en Conseil d’État, aucune démarche n'est entreprise par le Ministère chargé de la santé.
Le Conseil d’État, saisi en ce sens par le Conseil national des infirmiers, a condamné le Premier ministre à édicter ce décret avant le 31 décembre 2015 sous astreinte de 500 Euros par jour de retard. Malgré cette décision, le Gouvernement n'a entamé le processus d'édiction de ce décret qu'au début de l'année 2016 en saisissant le Haut conseil des professions paramédicales pour avis puis l'Autorité de la concurrence qui a rendu son avis (défavorable) le 11 mai 2016. C'est finalement au Journal officiel du 27 novembre 2016 que sera publié le décret n°2016-1605 du 25 novembre 2016 portant code de déontologie des infirmiers,.